# Limnonectes leporinus
Limnonectes leporinus là một loài ếch trong họ Ranidae. Chúng được tìm thấy ở Brunei, Indonesia, và Malaysia.
Các môi trường sống tự nhiên của chúng là các khu rừng ẩm ướt đất thấp nhiệt đới hoặc cận nhiệt đới, sông, các đồn điền, vườn nông thôn, và các khu rừng trước đây bị suy thoái nặng nề.
Nó không được xem là bị đe dọa theo IUCN.